# Termas de Carvalhelhos

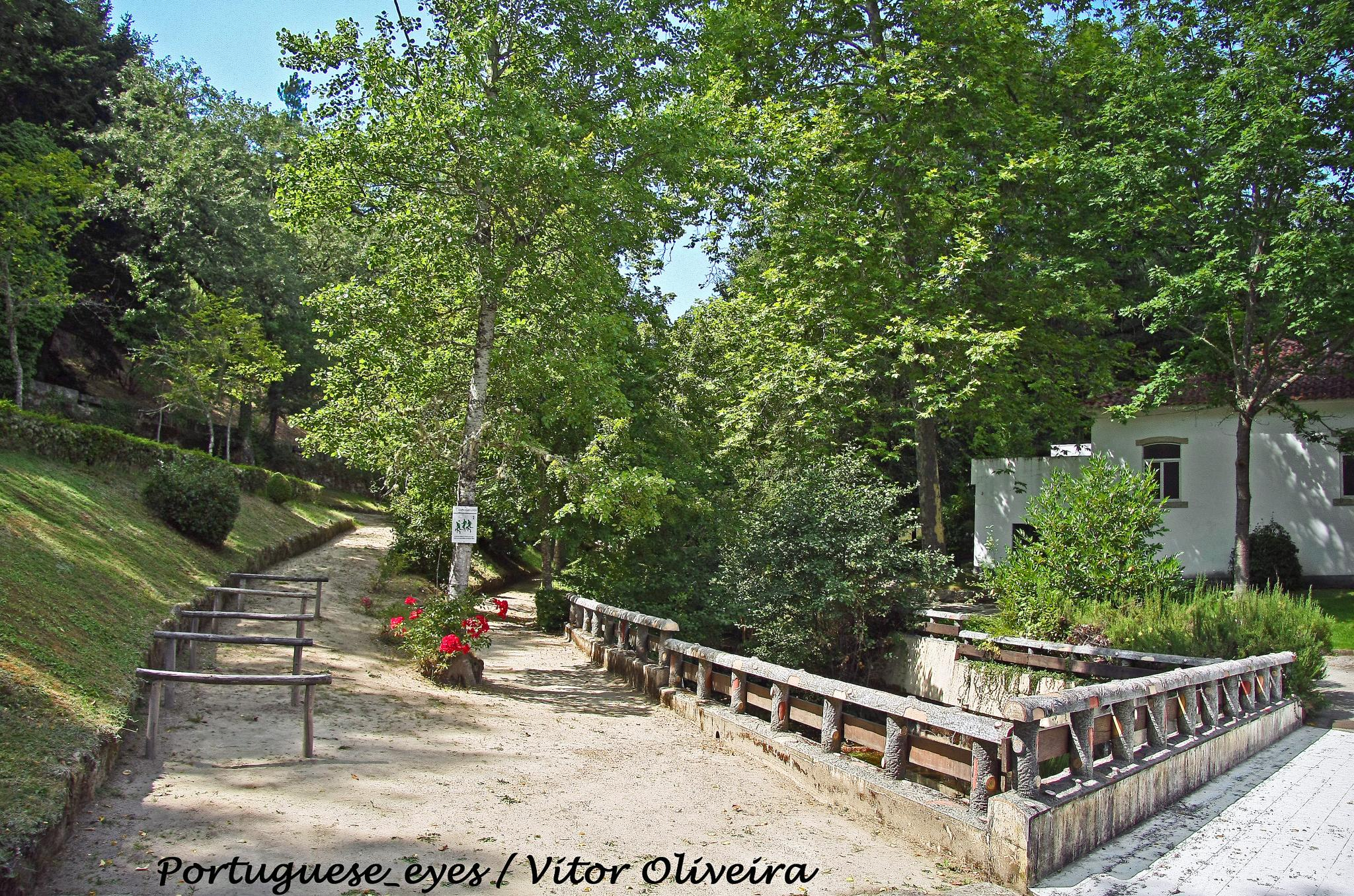
Termas de Carvalhelhos, Boticas.

As Termas de Carvalhelhos (também conhecidas como Caldas Santas de Carvalhelhos) situam-se na freguesia de Beça, Boticas Portugal.

## Localização
Estão situadas em terras de Barroso, a cerca de 26 quilómetros da estância termal de Vidago, a 32 quilómetros de Chaves — e das suas águas termais que, a uma muito elevada temperatura, afloram em pleno curso do rio Tâmega que banha a cidade de Chaves (Aquae Flaviae) igualmente conhecida pela sua famosa ponte romana, a Ponte de Trajano — e a 9 quilómetros a noroeste da Vila de Boticas, a pouco mais de 1.000 metros da castiça e rude aldeia transmontana que lhes deu o nome e onde, ainda há poucos anos, se poderiam ver as casas de habitação cobertas de colmo para melhor resistirem aos nevões que, no Inverno, por lá são frequentes.

## História
Admite-se que as termas já fossem conhecidas dos romanos, como o levará a crer a descoberta de um castro levada a efeito pelo Prof. Dr. Joaquim Santos Júnior, professor da Faculdade de Ciências do Porto, além de médico, antropólogo doutorado e arqueólogo e que iniciou e dirigiu algumas escavações que puseram a descoberto as casas circulares típicas dos castros, parte da muralha e da porta que lhes dava acesso. Foi seu primeiro director-clínico o dr. Augusto Gonçalves Moreno (1950-1981) e a primeira análise química das suas águas, que brotam em duas fontes, denominadas Stella e Lucy, realizadas pelo Prof. Charles Lepierre.

## Características
A água é levemente radioactiva, bicarbonatada sódica fluoretada, com uma temperatura de 28 °C e pH de 7,3. É indicada para afecções do aparelho digestivo e circulatório e patologias dermatológicas.
A água é exportada comercialmente pela empresa Águas de Carvalhelhos, S.A.